# Caisson de voilure
Pour les articles homonymes, voir Caisson.

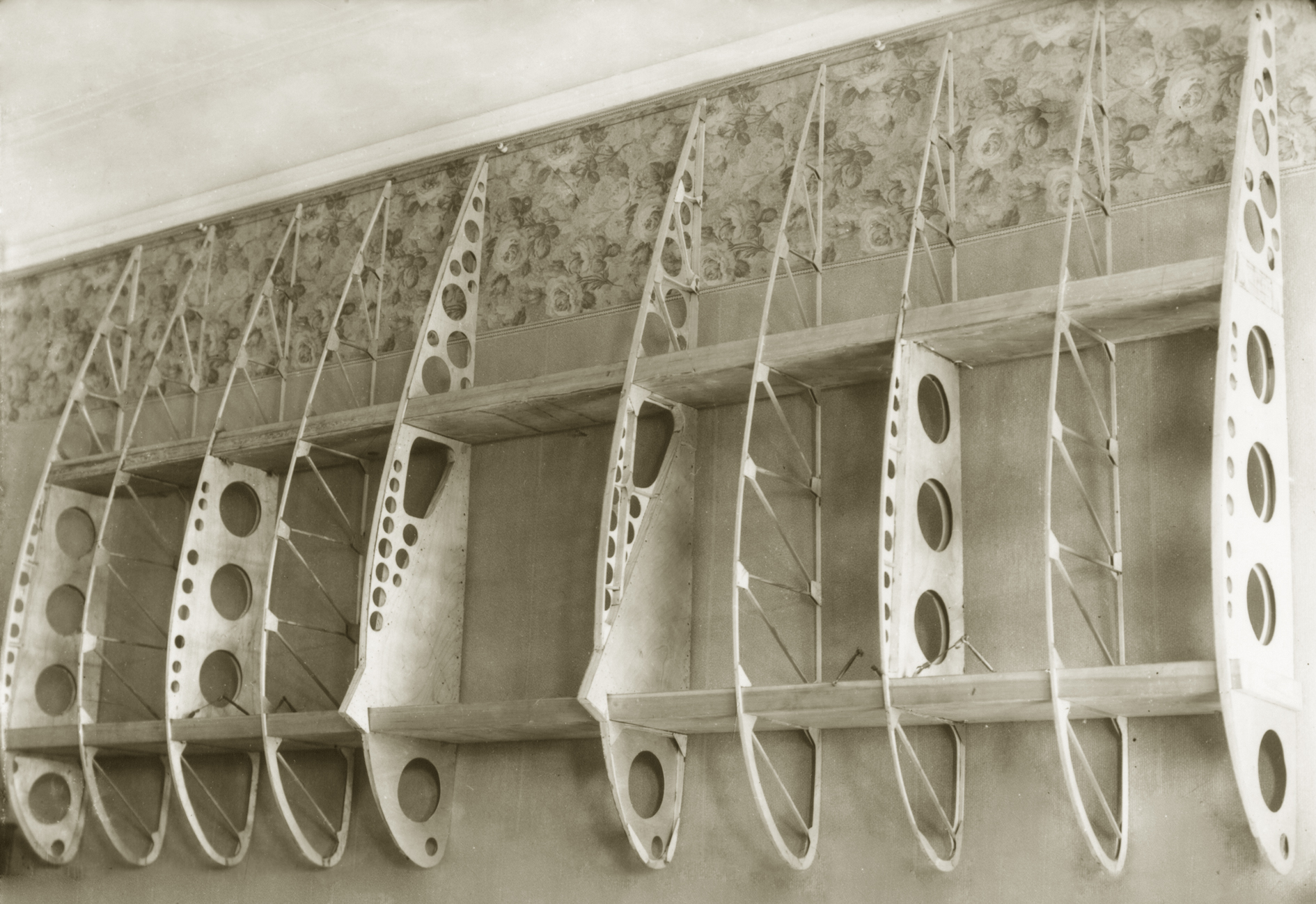
Exposition de l'aile d'un de 1929. Le caisson est situé entre les longerons, et la peau.
Transversalement les nervures.

Le caisson de voilure, appelé aussi caisson de torsion (en anglais : wingbox, torsion box) d'un aéronef à voilure fixe est la structure principale de l'aile et le point de fixation de composants de l'aile tels que les volets de bord d'attaque (en), les volets de bord de fuite et les accessoires de bout d'aile. Le caisson de voilure continue au-delà de l'emplanture  de l'aile visibles et s'interface avec le fuselage dans le caisson de voilure central.
Le caisson de voilure est ainsi appelé car, sur de nombreux modèles, la combinaison des longerons de voilure avant et arrière et des revêtements d'aile supérieur et inférieur forment ensemble une forme naturelle de « caisson » (en anglais « box » ) , traversant l'aile. Alors que la structure interne de l'aile fournit généralement une grande partie de la résistance via une combinaison de longerons, de nervures et de lisses (« stringer »), la peau externe porte également généralement une partie des charges. Sur de nombreux aéronefs, le volume intérieur du caisson de voilure a également été utilisé pour stocker du carburant, ce que l'on appelle communément une conception d'aile à réservoir structurel.
Il y a eu une utilisation croissante de matériaux composites dans le caisson d'aile; cette tendance a été largement poursuivie pour obtenir des poids inférieurs par rapport aux conceptions utilisant uniquement des matériaux conventionnels,. Plus précisément, la fibre de carbone est devenue un matériau populaire en raison de son rapport résistance/poids très élevé. En janvier 2017, le conglomérat aérospatial européen Airbus Group a annoncé avoir créé le premier caisson de voilure central en composite monobloc, déclarant qu'il représentait une réduction de 20% du coût de fabrication en étant plus facile à assembler.

## Évaluer et tester
En raison de son rôle crucial, le caisson de voilure est soumis à une analyse et à un examen approfondis pour des performances optimales. Ainsi, diverses techniques de calcul et de vérification des contraintes ont été imaginées par les ingénieurs aérospatiaux. L'utilisation de calculs et de tests de plus en plus performants a été directement créditée pour avoir autorisé la production d'ailes plus légères et plus efficaces. Vers la fin du XXe siècle, l'utilisation de la technologie de conception assistée par ordinateur (CAO) est devenue courante dans les programmes aérospatiaux; à ce titre, les progiciels tels que CATIA jouent un rôle majeur dans le processus de conception et de fabrication.
De plus, la vérification physique des performances du caisson de voilure est normalement exigée dans le processus de certification des avions de ligne civils par les autorités de certification. En conséquence, il est courant pour les constructeurs d'avions de produire des unités d'essai non volantes qui sont soumises à des essais au sol, exerçant des charges allant jusqu'à 1,5 fois les forces aérodynamiques maximales attendues à tout moment de leur durée de vie . Les essais destructifs d'éléments d'aile existent depuis les premiers jours de l'aviation, bien que les techniques spécifiques employées soient devenues de plus en plus sophistiquées, en particulier depuis l'invention de la jauge de déformation en 1938, qui a été largement utilisée dans l'industrie aérospatiale depuis la Seconde Guerre mondiale.
Des essais non destructifs sont également effectués non seulement pendant le processus de certification initial, mais souvent tout au long de la vie d'un aéronef individuel pour se protéger contre les défaillances par fatigue ou inspecter les dommages potentiels infligés. Les techniques courantes comprennent l'inspection visuelle, les tests par ultrasons, les tests radiographiques, les tests électromagnétiques, les émissions acoustiques et la shéarographie (en),. Parfois, via de telles techniques, la nécessité de remplacer le caisson de voilure d'un aéronef individuel est identifiée ; bien qu'il s'agisse d'une procédure assez intensive et coûteuse, ce qui conduit les opérateurs à choisir souvent de mettre fin à la durée de vie d'un avion ; de tels remplacements sont parfois effectués,. Au cours de l'été 2019, l'armée de l'air des États-Unis a été contrainte d'immobiliser plus de 100 de ses avions de transport Lockheed Martin C-130 Hercules pour inspection et travaux correctifs après avoir découvert une fissuration excessive du caisson d'aile. Les aéronefs destinés à une longue durée de vie ont souvent reçu des caissons d'aile de remplacement dans le cadre de programmes de prolongation de la durée de vie.